# Robin Aisher
Robin Allingham Aisher (24 de janeiro de 1934 — 26 de junho de 2023) foi um velejador britânico, medalhista olímpico. Ele competiu nos Jogos Olímpicos de Verão de 1968 na classe 5.5 Metre e conquistou a medalha de bronze, ao lado de Paul Anderson e Adrian Jardine.
Em 1966 garantiu o bronze em Copenhague, e um ano depois foi vice-campeão em Nassau. Membro de longa data do Royal Thames Yacht Club, atuou como vice-comodoro do clube no período 1977-1980. Ele foi nomeado Oficial da Ordem do Império Britânico nas homenagens de aniversário de 1986.